# Ахмед Муаз аль-Хатиб
Ахме́д Муа́з аль-Хати́б (араб. أحمد معاذ الخطيب‎; род. 1960, Дамаск) — сирийский политический деятель, в ноябре 2012 года — марте 2013 года являлся президентом Национальной коалиции сирийских революционных и оппозиционных сил.

## Биография
Родился в 1960 году в Дамаске. До начала гражданской войны в Сирии был имамом в мечети Омейядов в Дамаске.
Его отец шейх Мухаммад Абу аль-Фарадж — исламский учёный и известный проповедник Дамаска, родом из семьи «аль-Хасаний» — прямых потомков Хасана бин Али, внука пророка Мухаммада
Есть сестра Массуна (преподаватель исламской юриспруденции), братья Абдул Кадир (проповедник мечети Омейядов, профессор толкования Корана и исламской юриспруденции, инженер-механик) и Мухаммад Мужир (профессор Хадиса и хадисоведения).
Женат, имеет четверых детей: Аман, Абдурахман, Асма и Хашим.
В ноябре 2012 года был избран президентом Национальной коалиции сирийских революционных и оппозиционных сил.
30 января 2013 года выступил с инициативой начать диалог с представителями властей «во имя прекращения кровопролития и сохранения сотен тысяч жизней мирных граждан».
24 марта 2013 года ушёл в отставку со своей должности. Свою отставку он объяснил необходимостю той степени свободы, которую он не может получить в рамках официальной организации.